# Диарсенид ниобия
Диарсенид ниобия — бинарное неорганическое соединение 
ниобия и мышьяка
с формулой NbAs2,
кристаллы,
не растворимые в воде.

## Получение
- Спекание стехиометрических количеств порошкообразного ниобия и мышьяка:

{\displaystyle {\mathsf {Nb+2As\ {\xrightarrow {1000^{o}C}}\ NbAs_{2}}}}

## Физические свойства
Диарсенид ниобия образует кристаллы
моноклинной сингонии,
пространственная группа C 2,
параметры ячейки a = 0,9357 нм, b = 0,33823 нм, c = 0,7792 нм, β = 119,46°, Z = 4

.
Не растворяется в воде.